# Eleotris picta
Eleotris picta är en fiskart som beskrevs av Kner, 1863. Eleotris picta ingår i släktet Eleotris och familjen Eleotridae. IUCN kategoriserar arten globalt som livskraftig. Inga underarter finns listade i Catalogue of Life.